# القديس موريس

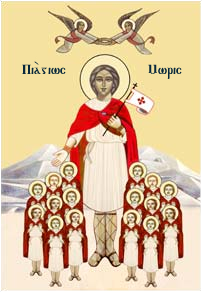
القديس موريس

 القديس موريس هو قديس قبطي قائد الكتيبة الطيبية الذي ترك مصر ليخدم في روما، وانتهى الأمر به إلى التعليم والتبشير بالمسيحية لسكان جبال سويسرا، حيث توجد بلدة صغيرة تحمل اسمه وديراً له يحوي جسده المقدس، بالإضافة لبعض كتبه ومتعلقاته. ويعتقد الكثيرين أن القديسة فيرينا هي ابنه عم القديس موريس قائد الكتيبة الطيبية.

## نشأتة
نشأ هذا القديس في منطقة طيبة (الأقصر) وصار جندياً بالجيش الروماني وترقى حتى صار قائد الكتيبة الطيبية كانت في القرن الثالث الميلادي جزءاً من الجيش الروماني الكبير، كان على رأس الإمبراطورية وقتئذ دقلديانوس (284-305م) يعاونه مكسيميانوس (285-305م) وكونا جيشهما من كل الشعوب الخاضعة لسلطانهما، فكانت فيه كتيبة من شباب مدينة طيبة – مكونة من 6600 جندي مسيحي قبطي.
وصدرت الأوامر بارتحالها من مصر إلي أوروبا لمساعدة مكسيميانوس في حروبه بإقليم غالياً (فرنسا).

## الكتيبة الطيبية
خرجت من مصر من أرض طيبة (الأقصر حالياً) الكتيبة الطيبية من الأقباط المسيحيين المحاربين الأشداء وعددهم 6600 قبطى مسيحي وكانوا تحت قيادة قائداً شجاعاً اسمه موريس وقد أبلت هذه الكتيبة الطبية بلاءً حسنا في الحروب التي خاضتها وشهد ببسالتهم قيادة الجيش الرومانى وكان ذلك في عصر الأمبراطور الجاحد دقليديانوس وأوفدوا إلى القائد مكسيميانوس في فرنسا الذي أختاره دقليديانوس ليكون شريكة في حكم الإمبراطورية الرومانية وقد قسمت هذه الكتيبة إلى قسمين احدهما ليحارب على حدود فرنسا والآخر ليحارب في سويسرا.

## الأمر بالتبخير للأوثان
صدر الأمر بالتبخير للأوثان وأعتبار دقليديانوس إلها قبل البدء في الحرب وكان من المعتاد أن تقدم العبادة للآلهة الوثنية قبل بدء المعارك.
و صدر الأمر للكتيبة المصرية أن تشارك في تقديم البخور في هذه العبادة ولكن جنود الكتيبة رفضوا معلنين أنهم وإن كانوا يؤدون واجباتهم للدولة، فهم مسيحيون لا يعبدون إلا لإله الحقيقي رب السماء والأرض فرفضت الكتيبة القبطية الامتثال للأمر والتبخير للأوثان
وإزاء هذا الموقف أمر الإمبراطور بأن تقف الكتيبة صفوفاً، وفي كل صف، وبعد كل تسعة جنود. يجلد العاشر ثم تقطع رأسه ولكن الباقين ازدادوا إصراراً على مسيحيتهم، فأمر الإمبراطور بتكرار جلد العاشر وقتله فجلدوا بالسياط الرومانية التي تحتوى في نهايتها قطع من الرصاص.

## استشهاد الجنود المصريين
لما تمسك الأقباط بإيمانهم المسيحي اغتاظ الإمبراطور فامر بأن يصطف أقباط الكتيبة الطيبية صفوفاً وكل صف يتكون من عشرة افراد، وكان يأخذ العاشر من كل صف ويقتله أمامهم حتى يخاف الباقيين ويبخروا للأوثان ولكن أضطر الأمبراطور أن يقتلهم جميعاً في النهاية لأنه لا يوجد من بينهم قبطى واحد رجع عن إيمانه بالمسيح وكان ذلك في العام الثالث للشهداء.
ومن شجاعة القبطى قائد الكتيبة الطيبية أنه قام بكتابة خطاباً باللغة القبطية وقدمه إلى الأمبراطور يعلن فيه طاعته له في أي أمر بالدفاع عن الراضى الرومانية ولكن إيمانه بالإله يخصه وقد قدمه للمسيح، وكان قـائـد الـكـتـيـبــة الـضـابــط الصـعـيدي ((موريس)) والضباط زملاؤه فكانوا يشجعون جندهم أن يثبتوا على إيمانهم.

## سويسرا
خلدت سويسرا هؤلاء الشهداء الأقباط من ابطال الكتيبة الطيبية بإقامة كنيسة في زيورخ باسم «القديس موريس» يتردد صدى أجراسها في فضاء أوروبا لتعلن للعالم كله شجاعة أقباط مصر وإيمانهم المسيحيى الأصيل، وحينئذ اصدر الإمبراطور أمراً بقتل جميع أفراد الكتيبة حيثما تكون معسكراتها، فكانت مذبحة هائلة ومجزرة همجية فظيعة – تناثرت فيها أشلاء المصريين فوق وادي أجون وارتوت أرضه بدمائهم... حدث هذا في السنوات الأخيرة من القرن الثالث الميلادي.
وتخليداً لذكرى هذا الموقف العظيم، غير سكان الوادي اسم مدينة أجون وأطلقوا عليها اسم قائد الكتيبة المصري فصار اسمها حتى اليوم ” سان موريس “ في مقاطعة فاليه وأقيمت بها في منتصف القرن الرابع كنيسة، ولقد كان استشهاد الجنود المصريين، وما صاحبه من شجاعة وصمود ورجولة – هذا كله كان يملأ المشاهدين إعجاباً بهم وتقديراً لهم، وكان يدفعهم للتساؤل عن سر هذه العظمة. وهكذا بدأ تحول سكان هذه المناطق من الوثنية إلي المسيحية. وارتبطت أسماء العديد من أفراد الكتيبة بمختلف المدن والقرى – وفي مقدمتهم القائد موريس، الذي اسمه علي مدينتين، الأولى سبق ذكرها والثانية ”سان موريتز “ (بالنطق الألماني) في مقاطعة انجاندين بسويسرا، وأقيم له تمثال في ميدان كبير بها.
واختارت مقاطعة زيورخ شعارها وختمها ثلاث صور من أبطال هذه الكتيبة الطيبية وهم «فيلكس، ريجولا أخته، أكسيبر أنيتيوس» وهم يحملون رؤوسهم تحت أذرعتهم.
بعضاً من أرقى مدن أوروبا أطلق عليها اسم واحد من أبناء مصر ”الصعايدة“ كما لا يعرفون أن الخاتم الرسمي لبعض المقاطعات السويسرية نقش عليه رسم ثلاثة من هؤلاء - أبناء منطقة طيبة (محافظ قنا حالياً)، وأن ذكرى بعض هؤلاء تعتبر هناك من الأعياد الرسمية

## مواضيع مرتبطة
- كنيسة قبطية أرثوذكسية
- القديسة فيرينا
- الكتيبة الطيبية